# Олексіївська сільська рада (Новоайдарський район)
Олексіївська сільська рада — колишній орган місцевого самоврядування у Новоайдарському районі Луганської області з адміністративним центром у с. Олексіївка.

## Загальні відомості
Історична дата утворення: в 1921 році. Водоймища на території, підпорядкованій даній раді: річка Євсуг.

## Населені пункти
Сільській раді підпорядковані населені пункти:
- с. Олексіївка
- с. Михайлюки

## Склад ради
Рада складається з 16 депутатів та голови.